# ラ・リューシュ
ラ・リューシュ（La Ruche、フランス語で「蜂の巣」の意）は、パリ15区にある集合アトリエ兼住宅である。1920年代に芸術家がコミューンを形成したモンパルナス地区の南側に位置し、エコール・ド・パリの画家・彫刻家が集まった場所として知られる。ラ・リューシュはアール・ヌーヴォー様式の3階建てロタンダ（円形建築物）で、当初は約140室を備え、中央の大広間では作品展示会「ラ・リューシュ展」が行われた。また、モデルを雇って画家たちがデッサンをする「アカデミー」と呼ばれる部屋や約300席の「リューシュ・デ・ザール」劇場もあった。

## ラ・リューシュを拠点とした芸術家
ラ・リューシュに部屋を借りていた芸術家はほとんどが貧しい外国人で、特に1910年代にはソ連や中東欧での弾圧を逃れてきた若いユダヤ人が多く、「貧乏人のヴィラ・メディチ」と呼ばれていた。ラ・リューシュの公式ウェブサイトによると、1900年代から1940年代にかけてラ・リューシュに部屋を借りていた芸術家は、ラ・リューシュの生みの親でフランス人彫刻家のアルフレッド・ブーシェ(1850-1934)、キエフ（ウクライナ）出身の彫刻家アレクサンダー・アーキペンコ (1887-1964)、帝政ロシア領ヴィテブスク出身のユダヤ人画家マルク・シャガール (1887-1985)、帝政ロシア領ダウガフピルス（ラトビア）出身の画家ジャック・シャピロ(1887-1972)、アングレーム出身の彫刻家ロベール・クチュリエ(1905-2008)、ハンガリー生まれの彫刻家ジョセフ・シサキ(1888-1971)、ウクライナ出身の画家イサック・ドブランスキー(1891-1973)、ボルドー出身の画家ジョルジュ・ドリニャック(1879-1925)、ウッチ（ポーランド）出身でアウシュビッツ収容所に送られて死亡した画家アンリ・エプスタイン(1892-1944)、帝政ロシア領チャヴスィ（ベラルーシ）出身のユダヤ人彫刻家レオン・インデンバウム(1890-1981)、帝政ロシア領レチツァ（ベラルーシ）出身のユダヤ人画家ミシェル・キコイーヌ (1892-1968)、クラクフ大公国（オーストリア＝ハンガリー帝国）出身のユダヤ系ポーランド人画家モイズ・キスリング (1891-1953)、帝政ロシア領ザルドック（ベラルーシ）出身のユダヤ系画家ピンクス・クレメーニュ(1890-1981)、パリ生まれの彫刻家・画家アンリ・ローランス(1885-1954)、オルヌ県アルジャンタン出身のキュビスムの画家フェルナン・レジェ (1881-1955)、帝政ロシア領ドルスキニンカイ（リトアニア）出身のジャック・リプシッツ(1898-1986)、アリエ県ヴィシー出身の画家ルイ・ネイヨ(1898-1973)、帝政ロシア領スミラヴィチ（ベラルーシ）出身のユダヤ系画家シャイム・スーティン (1893-1943)、帝政ロシア領ヴィツェプスク（ベラルーシ）出身のユダヤ系彫刻家・画家オシップ・ザッキン (1890-1967)、ブルターニュ出身の俳優アラン・キュニー (1908-1994)、スイス生まれの詩人・小説家ブレーズ・サンドラール (1887-1961) らであった。
この他、フランスの画家マリー・ローランサン (1883-1956) やガブリエル・ドゥリュック(1883-1916)、オデッサ（ウクライナ）出身の画家アレグザンドル・アルトマン(1885-1934)、リヴォルノ（イタリア）出身のアメデオ・モディリアーニ (1884-1920)、日本人画家の藤田嗣治 (1886-1968)、ルーマニア出身の彫刻家コンスタンティン・ブランクーシ (1876-1957)、イタリア出身のポーランド人詩人ギヨーム・アポリネール (1880-1918)、フランスの詩人マックス・ジャコブ (1876-1944) やアンドレ・サルモン(1881-1969) もラ・リューシュを拠点として活動していた。ただし、実際に部屋を借りていたのか、居候をしていたのか、活動拠点にしていたのか、当時の雑然とした状況にあって区別は曖昧であった。

## 歴史
なお、同じ頃、モンマルトルに存在した「洗濯船」もラ・リューシュと同様に芸術家の集合アトリエ兼住宅、活動拠点であった。

### 1900 -1910年代

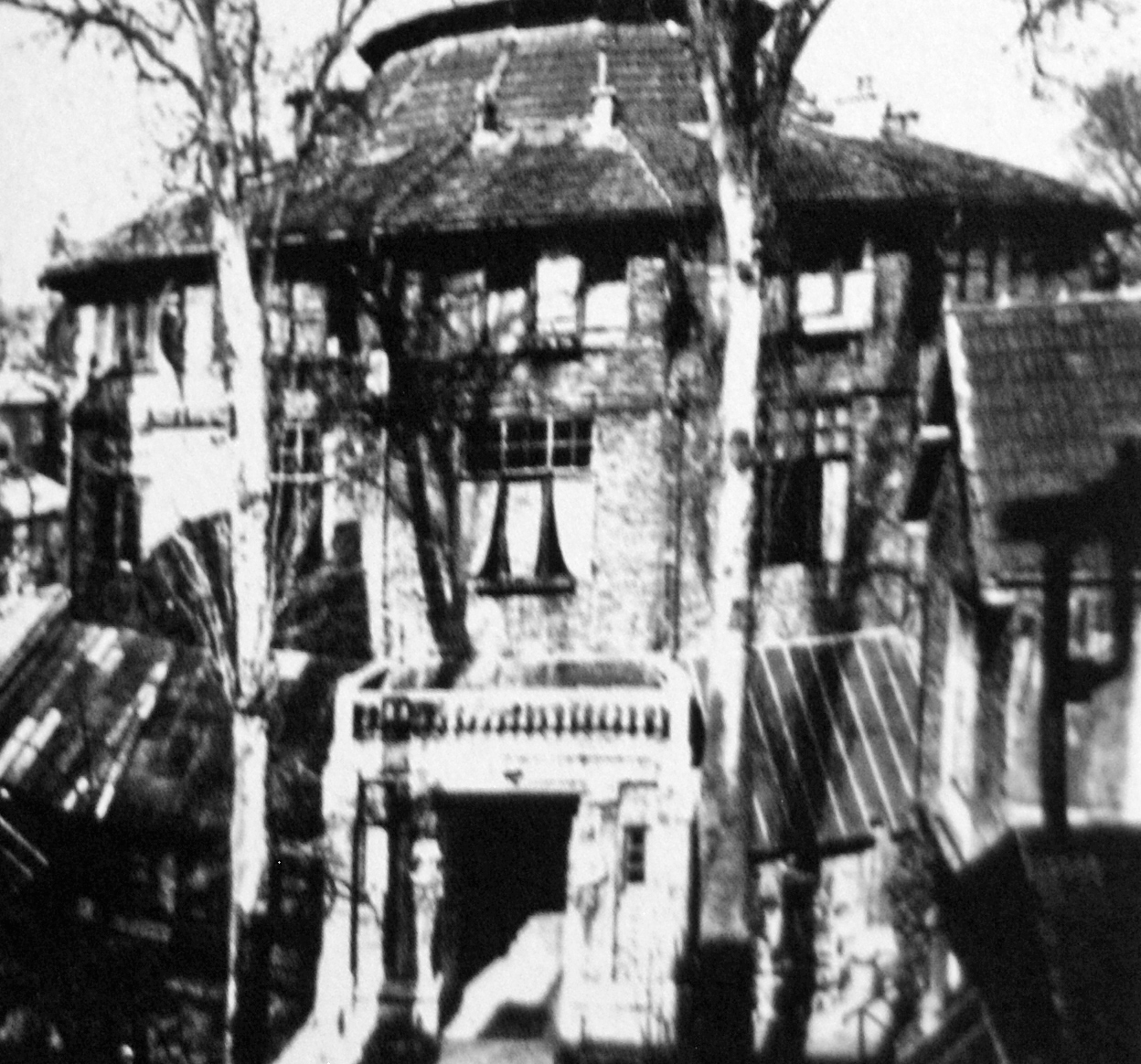
ラ・リューシュ 1918年

ラ・リューシュはもともと1900年のパリ万国博覧会の際にギュスターヴ・エッフェル (1832-1923) がヴォージラール屠殺場(1978年から1985年にかけて廃止・解体され、跡地にジョルジュ・ブラッサンス公園が造られた) の近くにボルドー・ワイン館として設計したものだが、1902年に彫刻家アルフレッド・ブーシェがこれを買い取り、周囲にアトリエを増築し（計140室）、欧州各国からやってきた貧しい画家や彫刻家らに提供した。
上記の約140室のアトリエ兼住宅、中央大広間の作品展示室「ラ・リューシュ展」、デッサン室「アカデミー」、約300席の「リューシュ・デ・ザール」劇場のほか、周囲には花壇に囲まれた庭があった。現在、劇場は解体され、部屋は約60室である。1910年代には上記の主に東欧系のユダヤ人芸術家がフランスに移住し、ここを拠点とした。「彼らには共通点があった。現在のベラルーシの出身であるシャガールやイタリア人のモディリアーニのように、諸外国からやってきた彼らの多くはフランス語が堪能ではなく、家賃が低い集合アトリエで助け合いながら、ゆるやかなコミュニティーを形成していた。ユダヤ人比率が高いことも特徴のひとつなのだが、…彼らは自分たちの民族的血統に複雑な思いを抱いていた」。

### 1920-1950年代
第一次世界大戦後、ラ・リューシュの生みの親アルフレッド・ブーシェの作品が売れなくなり、やがてほとんど忘れ去られたまま1934年にエクス＝レ＝バン（サヴォワ県）で死去した。キコイーヌ、ドブランスキー、アラン・キュニー、ロベール・クチュリエらは彼の死後もラ・リューシュで暮らし続けたが、第二次世界大戦が勃発すると、ユダヤ人芸術家は収容所に送られたり、知り合いのもとに身を寄せたりして、ラ・リューシュを去ることになった。戦時中、ラ・リューシュはレジスタンス運動の拠点・武器の隠し場所となった。
第二次世界大戦によりラ・リューシュはかなり破壊されたが、それでもまた新たに若い芸術家が集まり、活動を続けていた。

### 1960-1970年代
ラ・リューシュは荒廃を極め、アルフレッド・ブーシェの承継人らは宅地造成業者に売却することにした。これに反対し、ラ・リューシュの保護を求める委員会が結成された。シャガールを委員長とするこの委員会は、かつてここに住んでいた芸術家の作品を売却してラ・リューシュを買い取ろうとしたが、必要な金額に達しなかった。このとき、この話に心を痛め、ラ・リューシュの買い取りと修復に必要な費用に相当する寄付を申し出たのが、地球物理学者で自由政治科学学院 (École Libre des Sciences Politiques) の事務総長 (1928 -1937)、世界最大の油田開発企業シュルンベルジェ社の会長などを歴任したルネ・セドゥーとシュルンベルジェ社の創設者マルセル・シュルンベルジェの娘ジュヌヴィエーヴ・セドゥーの夫妻であった。さらに、当時の文部大臣、政治家のジャック・デュアメルとベルナール・アントニオの働きかけにより工事着工の運びとなった。
1972年1月19日付デクレにより、ラ・リューシュのファサードと丸屋根が歴史的記念物に指定された。

### 1980年代以降
1985年、ジュヌヴィエーヴ・セドゥーの寄付によりラ・リューシュ＝セドゥー財団が設立された。以後、同財団がラ・リューシュを管理運営し、ラ・リューシュを活動拠点とするアーティストらが開催する展覧会は一般公開されている。
ラ・リューシュは以後もメセナによる資金で運営されており、2009年4月28日にラ・リューシュ＝セドゥー財団、トタル財団、文化遺産財団が締結した連携協定により、周囲の建物の復元が予定されている。
現在約60部屋があるラ・リューシュでは、世界各国から集まった若いアーティストが活動し、現代アートを中心に様々な展覧会が行われている。

## 日本における紹介
2016年1月23日から2月23日まで、名古屋松坂屋美術館で展覧会「愛と青春のアトリエ 洗濯船と蜂の巣」(蜂の巣=ラ・リューシュ) が開催された。この2つの集合アトリエを拠点として活動した芸術家の「若き日々や芸術に対する情熱、そしてふたつのアトリエを中心に繰り広げられた交友関係。そこの住人と彼らの仲間たちの作品約60点が一堂に展覧。暖房や水道もまともになかった状況での創作活動や、才能を見出したものを広く迎え入れる風土など、数々の名作が生まれた「洗濯船」と「蜂の巣」の模型も展示」。

## 座標:北緯48度49分57秒東経2度17分49秒/北緯48.83250度 東経2.29694度/48.83250; 2.29694関連項目
- 洗濯船
- モンパルナス